# 曹涵美
曹涵美（1902年—1975年），原名张美宇，男，江苏无锡人，中国漫画家。

## 家庭
父亲张亮生。舅父曹子瑜（因过继给舅父而改姓曹）。兄张光宇、弟张正宇均为画家。